# Sally Shapiro
Sally Shapiro est un groupe de synthpop suédois, originaire de Göteborg.

## Biographie
Le groupe est composé du musicien Johan Agebjörn et d'une jeune chanteuse qui n'a jamais souhaité dévoiler sa véritable identité d'où ce pseudonyme. La voix de cette jeune chanteuse suédoise ajustée sur un style synthpop parfaitement maîtrisée connaît un réel engouement dans le monde de la musique électronique depuis le premier single en 2006. Durant dix ans, les albums et les singles accompagnés de nombreux remixes se succèderont avec le support et l'enthousiasme de la presse spécialisée. Sally Shapiro est même surnommée « reine de la synthpop. »
Le 28 avril 2016, Sally Shapiro annonce la fin de sa carrière en duo avec le musicien Johan Agebjörn. Le dernier single s'intitule If You Ever Wanna Change Your Mind, extrait d'une compilation regroupant les singles de Sally Shapiro de 2006 à 2016. Cependant, Johan Agebjörn collabore à nouveau avec Sally Shapiro en 2018 pour produire le morceau Love on Ice pour la bande originale d'un film suédois intitulé Videomannen,,,,,,.
Après ce retour qui devait être le point final de la collaboration des deux musiciens , le groupe se reforme et sort un nouvel album chez le label américain Italians Do It Better  le 18 février 2022, Sad Cities.

## Discographie

### Albums studio
- 2006 : Disco Romance
- 2009 : My Guilty Pleasure
- 2013 : Somewhere Else
- 2016 : The Collection
- 2022 : Sad Cities
- 2025 : Ready To Live A Lie

### Albums remix
- 2008 : Remix Romance Vol. 1
- 2008 : Remix Romance Vol. 2
- 2010 : My Guilty Pleasure – Remixes
- 2013 : Elsewhere
- 2013 : Sweetened

### Singles
- I'll Be By Your Side (2006)
- Anorak Christmas (2006)
- Jackie Jackie (Spend This Winter with Me) (2008)
- Spacer Woman from Mars (avec Johan Agebjörn, Rude 66 et Elitechnique) (2008)
- He Keeps Me Alive (2008)
- Miracle (2009)
- Love in July (2009)
- The Explorers (CFCF featuring Sally Shapiro) (2009)
- Don't Be Afraid (Anoraak featuring Sally Shapiro) (2010)
- Casablanca Nights (Johan Agebjörn featuring Lovelock & Sally Shapiro) (2011)
- Alice (Johan Agebjörn featuring Le Prix, Fred Ventura & Sally Shapiro) (2011)
- Spacer Woman From Mars (Johan Agebjörn featuring Sally Shapiro) (2011)
- What Can I Do (2012)
- Starman (featuring Electric Youth) (2013)
- If You Ever Wanna Change Your Mind (2016)